# Baharuddin Siregarstadion
Het Baharuddin Siregarstadion is een multifunctioneel stadion in Lubuk Pakam, een plaats in Indonesië. 
Het stadion wordt vooral gebruikt voor voetbalwedstrijden, de voetbalclub PSDS Deli Serdang maakt gebruik van dit stadion. In het stadion is plaats voor 15.000 toeschouwers. Het stadion werd geopend in 1971.